# Johann von Hagenauer
Johann von Hagenauer, též Giovanni Hagenauer (1800 Terst – 20. března 1877 Terst), byl rakouský podnikatel a politik z Terstu, prezident firmy Österreichischer Lloyd, během revolučního roku 1848 poslanec Říšského sněmu, v 60. letech 19. století poslanec rakouské Říšské rady.

## Biografie
Narodil se v Terstu. Po dokončení studií se věnoval obchodu. V roce 1841 nastoupil do firmy Österreichischer Lloyd a setrval v ní na různých postech až do své smrti, přičemž nakonec zastával post prezidenta její správní rady.
Angažoval se i politicky. V roce 1839 se stal městským radním. Zůstal jím až do roku 1848. Profiloval se tehdy coby umírněný liberál. Po vypuknutí revoluce roku 1848 usedl do prozatímní městské komise. Zamířil i do celostátní politiky. Ve volbách roku 1848 byl zvolen na ústavodárný Říšský sněm. Zastupoval region Rakouské přímoří, volební obvod Terst-město II. Profesí se tehdy uváděl coby velkoobchodník a tajemník firmy Österreichischer Lloyd. Ve volbách získal 91 ze 141 odevzdaných hlasů. Na sněmu patřil ke straně Franze Serapha von Stadiona. V jiném zdroji je jeho politická orientace tehdy popisována jako konzervativec loajální k Rakousku. Byl zpočátku zvolen místopředsedou sněmu. V srpnu 1848 se na sněmu označil za vyslance nejzazšího jihu, vyslance Itálie (deputato dell'estremo limite meridionale, deputato d'Italia), za což sklidil kritiku v části tisku.
V roce 1850 byl zvolen do první terstské samosprávy podle nového zákona (Statuto municipale). Vzhledem k následnému omezení politických svobod neproběhly po celá 50. léta žádné nové volby a tato městská rada zůstala formálně ve funkci po deset let (Consiglio decennale). Hagenauer byl jejím členem a po jistou dobu i viceprezidentem.
Do vysoké politiky se zapojil opět po obnově ústavního systému vlády počátkem 60. let. Roku 1863 uspěl ve volbách na Terstský zemský sněm v III. voličském sboru. Zemský sněm (zároveň fungoval jako městská rada Terstu) ho delegoval roku 1863 za poslance Říšské rady (celostátního parlamentu Rakouského císařství). Říšská rada tehdy ještě byla volena nepřímo, coby sbor delegátů zemských sněmů. 17. června 1863 složil slib. V roce 1863 je uváděn jako rytíř Johann von Hagenauer. I nyní je řazen politicky mezi konzervativce loajální k Rakousku. V parlamentu se profiloval coby obhájce zájmů Terstu. Vystupoval v rozpravě o rozpočtu obchodního námořnictva.
Zemřel po delší nemoci v březnu 1877.